# Szentlőrinc
Szentlőrinc är en mindre stad i Ungern med 6 124 invånare (2020).

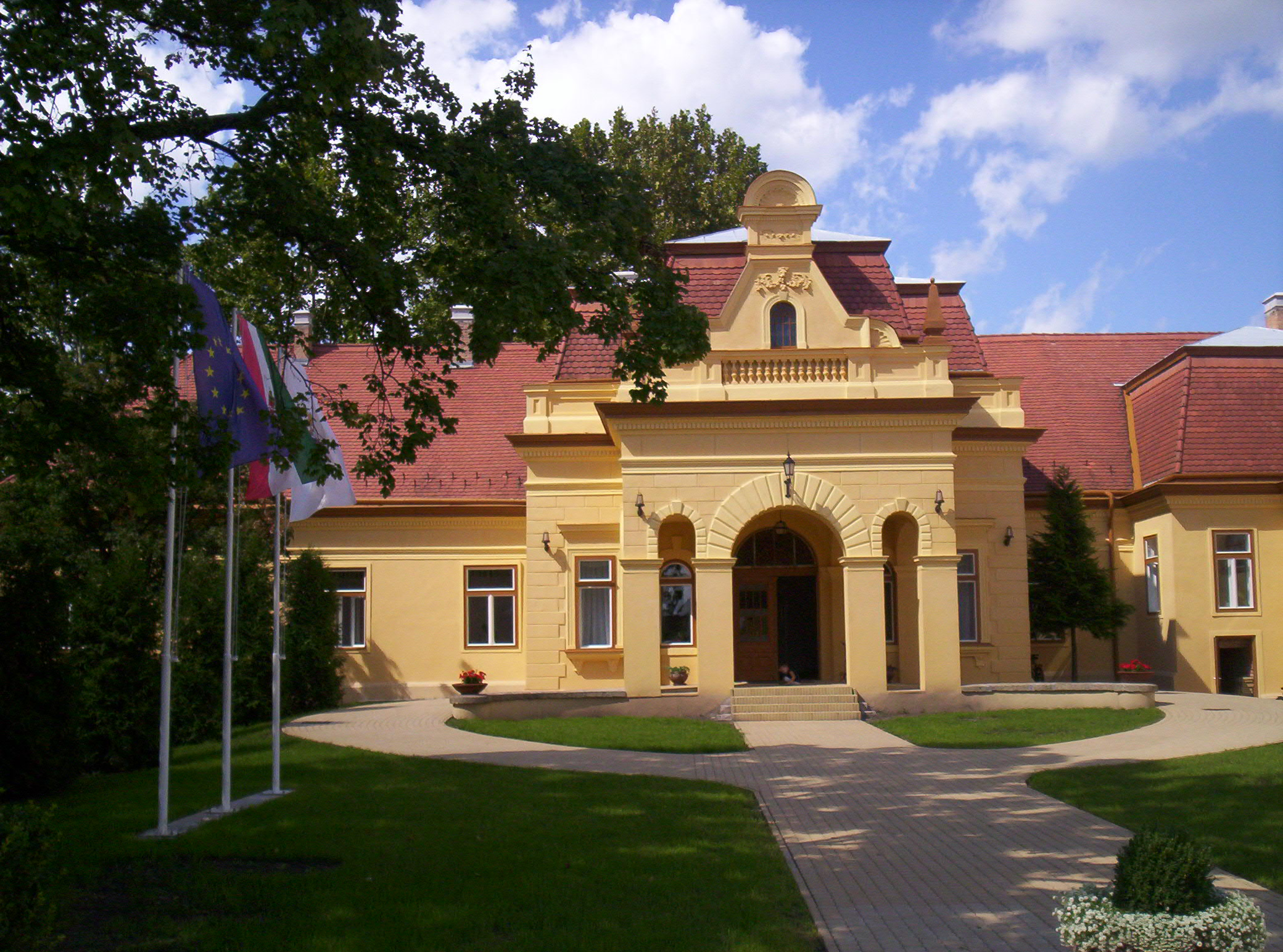
Stadshuset i Szentlőrinc.